# Maskinstation
Maskinstation är en typ av företag som på entreprenad utför maskintjänster åt bönder. Förekommer framförallt i södra Sveriges slättbygder, men i viss utsträckning även i Götalands norra och Svealands slättbygder. I svenska mellanbygder fyller maskinringar en liknande funktion.